# Gerino Gerini
Gerino Gerini (Róma, 1928. augusztus 10. – Cremona, 2013. április 17.) olasz autóversenyző.

## Pályafutása
1956-ban és 1957-ben összesen hét futamon volt jelen a Formula–1-es világbajnokságon. Első versenyén, az 56-os argentin nagydíjon a brazil Chico Landival együtt teljesítette a távot. Kettősök a negyedik helyen zárt, amiért mindketten 1,5 világbajnoki pontot kaptak. Későbbi futamai egyikén sem szerzett pontot.
Pályafutása alatt részt vett több, a világbajnokság keretein kívül rendezett Formula–1-es versenyen is.

## Eredményei

### Teljes Formula–1-es eredménysorozata
(Táblázat értelmezése)

(Félkövér: pole-pozícióból indult; dőlt: leggyorsabb kört futott) 

| Év   | Csapat                    | Modell        | Motor               | 1       | 2      | 3   | 4   | 5   | 6     | 7      | 8      | 9   | 10     | 11     | Helyezés | Pont |
| ---- | ------------------------- | ------------- | ------------------- | ------- | ------ | --- | --- | --- | ----- | ------ | ------ | --- | ------ | ------ | -------- | ---- |
| 1956 | Officine Alfieri Maserati | Maserati 250F | Maserati Straight-6 | ARG 4 * |        |     |     |     |       |        |        |     |        |        | 25.      | 1.5  |
| 1956 | Scuderia Guastalla        | Maserati 250F | Maserati Straight-6 |         | MON    | 500 | BEL | FRA | GBR   | GER    | ITA 10 |     |        |        | 25.      | 1.5  |
| 1958 | Scuderia Centro Sud       | Maserati 250F | Maserati Straight-6 | ARG     | MON Nk | NED | 500 | BEL | FRA 9 | GBR Ki | GER    | POR | ITA Ki | MOR 12 | -        | 0    |

* A távot Chico Landival együtt teljesítette

## Külső hivatkozások
- Profilja a grandprix.com honlapon (angolul)
- Profilja a statsf1.com honlapon (angolul)

1. ↑  Gerino Gerini